# Spanish Girl's Club
L'Spanish Girl's Club fou un club de futbol femení català fundat l'any 1914, considerat com un dels equips pioners del futbol femení a Catalunya.
Fou organitzat i impulsat per Paco Bru, destacat futbolista del RCD Espanyol i FC Barcelona, inspirant-se en el model dels equips femenins anglesos. Tanmateix algunes fonts indiquen que el primer entrenador fou l'anglès Jack Greenwell, llavors futbolista i entrenador principal del FC Barcelona, i que fou substituït més tard pel futbolista madrileny.
El club feu el seu debut el 9 de juny de 1914 en un partit en benefici de la Federació Femenina contra la Tuberculosi, que es disputà al camp de l'Espanyol del carrer Indústria. Fou presidit pel Capità general de Catalunya, César Víctor Augusto del Villar, que anava acompanyat de la seva filla Carmen. Les futbolistes es dividiren en dos equips: el Montserrat, de color blanc, amb Emília Paños, com a portera, Concha Ferrer, Lola Bondía, Dorotea Aleya, Juanita Paños, Emília Calvo, Josefa López, Emília González, Rosita Just, Pilar de Torrotella i Leonor Coló, i el Giralda, de color vermell, amb Paulina Somerjean, Mercè Queralt, Esperança Viñacua, Mercè Asun, Narcisa Codina, María Giua, Nativitat Miguel, María Jesús Almo, Leocadia Guerra i Clotilde Toneu. L'àrbitre del partit fou el mateix Paco Bru i guanyà el Giralda per 2-1.

L'esdeveniment és considerat com el primer partit futbol femení a Catalunya i a l'Estat espanyol i provocà bastantes opinions de rebuig a la seva època.
| «                                                                 | Esta primera actuación de la mujer en el viril futbol, no nos satisfizo, no sólo por su poco aspecto deportivo sino que también porque a las descendientes de la madre Eva les obliga a adoptar tan poco adecuadas como inestéticas posiciones que eliminan la gracia femenil. | » |
| — «Las niñas futbolísticas». El Mundo Deportivo, 11-06-1914, p. 4 | |   |

Dos dies més tard, l'11 de juny, se celebrà un altre partit d'exhibició que acabà en empat 1-1 i, durant les següents setmanes, el club va realitzar una gira per diverses ciutats catalanes com Sabadell, Mataró i Reus. Les futbolistes van rebre una opinió pública més favorable així com el reconeixement de les seves qualitats futbolístiques.
| «                        | Siguiendo así, dentro de muy poco tiempo podrán luchar con equipos segundos o infantiles, porque sino llegan a tener la fuerza de pies de los hombres, en cambio combinan muy bien, tienen mucha picardía en todas las jugadas y tienen, sobre todo, mucha afición y amor propio. | » |
| — El Diluvio, 17-06-1914 | |   |

En aquest sentit, destacà la feina de Paco Bru en la preparació i formació de l'equip femení. Per exemple, tot i l'oposició dels familiars de les jugadores, va exigir l'ús de pantaló curt i l'obligació de dutxar-se al mateix vestuari després dels entrenaments i partits.
| «                   | Si ustedes creen que debajo de ese caparazón que van a usar para jugar voy a permitir que lleven camiseta, camisa, corsé y todas esas cosas están equivocadas... No permitiré que lleven más ropa interior que una prendas muy finas con arreglo a las exigencias de la higiene. ¡Ah! y después de los partidos estarán obligadas a ducharse. | » |
| — Francesc Bru Sanz | |   |

El club també tenia programat fer partits d'exhibició a València, Palma i Pamplona durant els sanfermines, així com, en algunes localitats del sud de França. Tanmateix, l'esclat de la Primera Guerra Mundial va obligar a suspendre aquesta gira i pocs temps després l'entitat es va dissoldre.